# Danis soranus
Danis soranus är en fjärilsart som beskrevs av Hans Fruhstorfer 1915. Danis soranus ingår i släktet Danis och familjen juvelvingar. Inga underarter finns listade i Catalogue of Life.